# Adrian Durant
 Adrian Kent Russell Durant (Christiansted, 16 oktober 1984) is een sprinter uit de Amerikaanse Maagdeneilanden. Eenmaal nam hij deel aan de Olympische Spelen, maar won hierbij geen medailles. Hij was present bij verschillende grote internationale wedstrijden, maar werd altijd in de voorrondes uitgeschakeld.

## Loopbaan
In 2003 won Durant een bronzen medaille op de 200 m tijdens de Carifta Games U20 in Port of Spain. Met een tijd van 21,14 s eindigde hij achter de Jamaicaan Usain Bolt (goud; 20,43) en de Antilliaan Daniel Bailey (zilver; 21,10). Op de Olympische Spelen van Athene, een jaar later, werd Durant al in de eerste ronde uitgeschakeld op de 100 m in een tijd van 10,52, de 52e tijd van alle deelnemers.
Durant is aangesloten bij South Carolina Gamecocks in Columbia.

## Persoonlijke records
Outdoor
| Onderdeel | Prestatie | Datum        | Plaats       |
| --------- | --------- | ------------ | ------------ |
| 100 m     | 10,25 s   | 9 mei 2009   | Millersville |
| 200 m     | 20,83 s   | 20 juli 2003 | Bridgetown   |

Indoor
| Onderdeel | Prestatie | Datum           | Plaats     |
| --------- | --------- | --------------- | ---------- |
| 60 m      | 6,72 s    | 8 februari 2008 | New York   |
| 200 m     | 21,60 s   | 14 maart 2003   | Birmingham |

## Palmares

### 200 m
- 2003:  Carifta Games U20 - 21,14 s